# GOM 클래식
GOM 클래식(Gom Classic)은 곰앤컴퍼니의 주최로 진행되는 리그이다.
곰앤컴퍼니는 2008년 경 곰TV 클래식(GomTV Classic)을 개최했다. 블리자드가 공식 후원을 하고 곰TV의 주최로 진행된 리그이며 KeSPA와 온게임넷, MBC게임과의 협상 합의 전까지 블리자드로부터 공식 인증을 받은 유일한 리그였다. 2008년에 곰TV 스타 인비테이셔널부터 시작하여, 2009년 TG삼보-인텔 클래식 시즌3까지 진행되었다.
2014년 1월 6일 곰앤컴퍼니는 스타크래프트 브루드 워 리그를 재개최, 리그 이름을 위메프 GOM 클래식 시즌4로 명하여 진행한다고 발표하였다.

## 역대 클래식
- XNOTE-인텔센트리노 곰TV 스타 인비테이셔널
- 곰TV TG삼보-인텔 클래식 시즌1
- 곰TV TG삼보-인텔 클래식 시즌2
- 곰TV TG삼보-인텔 클래식 시즌3
- 위메프 GOM 클래식 시즌 4

## 갤러리

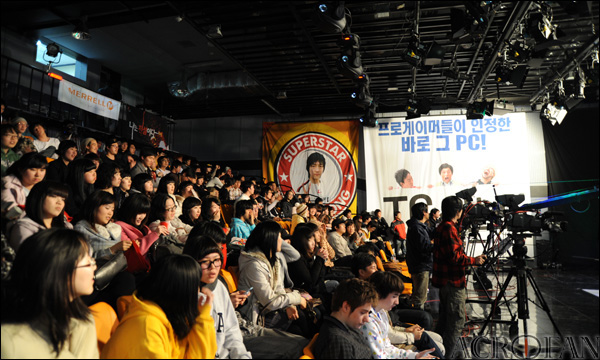
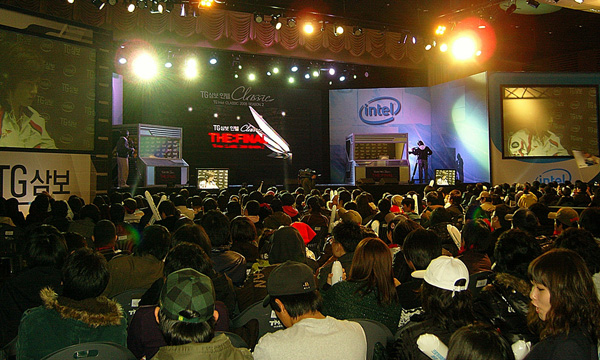

## 역대 맵
곰TV 스타 인비테이셔널
Blue Storm, Katrina, 백마고지
곰TV TG삼보-인텔 클래식 시즌1
Katrina SE, Othello, Blue Storm, Andromeda, Colosseum
곰TV TG삼보-인텔 클래식 시즌2
Destination, Neo Requiem, Medusa, 신 추풍령, Colosseum 2
곰TV TG삼보-인텔 클래식 시즌3
Neo Medusa, 신의 정원, 단장의 능선, Outsider, Destination, 황혼의 그림자
위메프 GOM 클래식 시즌 4
투혼, Tau Cross, Luna the Final, Python, Blue Storm